# 224

## Nașteri
- dată necunoscută: Carus  (d. 283)